# Cheilanthes teneriffae
Cheilanthes teneriffae är en kantbräkenväxtart som beskrevs av Rasbach och Reichst. Cheilanthes teneriffae ingår i släktet Cheilanthes och familjen Pteridaceae. Inga underarter finns listade.